# Onay Pineda
Onay Pineda Alvarado (ur. 16 czerwca 1989 w Coyuca de Benítez) – meksykański piłkarz występujący na pozycji bocznego obrońcy.
Jest bratem Orbelína Pinedy, również piłkarza.